# Un marido a precio fijo
Un marido a precio fijo és una pel·lícula espanyola de 1942, escrita i dirigida per Gonzalo Delgrás. El guió d'aquesta comèdia es fonamenta en la novel·la homònima de l'escriptora Luisa-María Linares. La pel·lícula mostra un exemple del ball popular de l'època el tipolino.
La novel·la ja havia estat adaptada al teatre per Daniel España, protagonitzada per Isabel Garcés i Fernando Rey. la trama té elements de melodrama.

## Trama
La protagonista, Estrella, és la fillola de l'opulent rei del betum sintètic. A fi de crear màrqueting Estrellita motiva l'interès de la ràdio i els periòdics. La milionària deixa plantat al seu nuvi enmig d'una discussió, es tracta d'un home de quaranta anys d'aspecte avorrit, i li abandona per a viatjar per diversos països d'Europa. En un hotel coneix Eric amb qui es casa en vint dies. Aquest li abandona i de retorn a casa li proposa a un lladre de trens que suplanti al seu marit.

## Repartiment
- Lina Yegros - Estrella
- Rafael Durán - Miguel
- Luis Villasiul - Don Nico
- Jorge Greiner - Julio Amaiz
- Lily Vicenti - Condesa
- Ana María Campoy - Fifí

## Premis
Va rebre el quart premi als Premis del Sindicat Nacional de l'Espectacle de 1942.